# Бабьякова, Улрика
| Открытые астероиды: 14                                   | Открытые астероиды: 14 |
| -------------------------------------------------------- | ---------------------- |
| 15053 Bochníček [1]                                      | 17 декабря 1998        |
| 22185 Štiavnica [2]                                      | 29 декабря 2000        |
| 22644 Matejbel [1]                                       | 27 июля 1998           |
| (49436) 1998 YX2 [1]                                     | 17 декабря 1998        |
| (72062) 2000 YR17 [2]                                    | 24 декабря 2000        |
| (72070) 2000 YC33 [2]                                    | 31 декабря 2000        |
| (82809) 2001 QK33 [2]                                    | 17 августа 2001        |
| (82908) 2001 QU100 [2]                                   | 19 августа 2001        |
| (104650) 2000 GY132 [2]                                  | 9 апреля 2000          |
| (109096) 2001 QJ33 [2]                                   | 16 августа 2001        |
| (123613) 2000 YQ17 [2]                                   | 24 декабря 2000        |
| (123647) 2000 YG66 [2]                                   | 31 декабря 2000        |
| (165712) 2001 QV33 [2]                                   | 17 августа 2001        |
| (334076) 2001 QW33 [2]                                   | 17 августа 2001        |
| 1. совместно с Петр Правец 2. совместно с Петер Кушнирак |                        |

Улрика Бабьякова́ (словац. Ulrika Babiaková, 3 апреля 1976 — 3 ноября 2002) — словацкий астроном и первооткрывательница астероидов, которая работала в чешской обсерватории Ондржеёв. В 1999 году закончила изучение астрономии и астрофизики на факультете математики и физики Университета Коменского в Братиславе, а в 2001 году – изучение педагогики в Университете Матея Бела в Банской-Бистрице. В период с 1998 по 2001 год совместно с другими словацкими астрономами ею было открыто в общей сложности 14 астероидов. Трагически погибла в 26-летнем возрасте.